# Melody Haase
Larissa Joyce Melody Haase (* 3. Februar 1994 in Berlin) ist eine deutsche Reality-TV-Darstellerin und Sängerin. 2014 nahm sie an der elften Staffel von Deutschland sucht den Superstar teil, in der sie den elften Platz erreichte. Seitdem hat sie Auftritte in Reality-Formaten und Boulevardmagazinen verschiedener Sender.

## Werdegang
Melody Haase wuchs zusammen mit ihrer Schwester in Berlin bei ihrer Mutter auf. Nach der Trennung der Eltern zog ihr Vater zurück in die Türkei. Haase gibt türkische, arabische, amerikanische und polnische Wurzeln an. Mit 15 Jahren wurde sie Opfer eines sexuellen Missbrauchs. Aufgrund von Depressionen verbrachte sie mit 17 Jahren neun Monate in einer stationären Einrichtung der Kinder- und Jugendpsychiatrie und musste dreimal die zehnte Klasse wiederholen.
Sie verließ das Berliner Gymnasium mit 19 Jahren, um Sängerin zu werden. Zunächst arbeitete sie in der Türkei als Animateurin für Kinder und kehrte nach Deutschland zurück, um am Casting für die elfte Staffel von Deutschland sucht den Superstar teilzunehmen. Sie gelangte bis in die „Top 12“. In der ersten Liveshow trug sie Aviciis Addicted to You vor, erhielt trotz höchstem Jurylob wie „1+“ von Dieter Bohlen aber nicht genügend Anrufe zum Weiterkommen. Danach gründete sie mit ihren DSDS-Gefährtinnen Yasemin Kocak und Vanessa Valera Rojas das Trio Girlband, welches sie aufgrund von Differenzen mit dem Management kurz vor der Veröffentlichung der ersten Single wieder verließ.
2015 erreichte sie im Finale der österreichischen Dating-Show Rendezvous im Paradies den zweiten Platz. Mit dem Rapper Blokkmonsta veröffentlichte sie 2016 das Lied Maske auf. 2017 begann sie aufgrund Alkoholmissbrauchs auf einem Kreuzfahrtschiff tätlichen Streit und wurde danach von einem Berliner Amtsgericht zu 90 Tagessätzen à 40 Euro verurteilt. Ebenfalls 2017 war Haase Kandidatin der RTL-Nackt-Datingshow Adam sucht Eva – Promis im Paradies. Im TV-Boulevard wie Taff, Explosiv – Das Magazin, Punkt 12 wurde ihr Leben nebst zahlreichen Schönheitsoperationen – darunter eine „Designer-Vagina“ und drei Po-Vergrößerungen – thematisiert. 2018 zog sie sich zur Selbstfindung eine Zeit lang aus der Öffentlichkeit zurück.
Im Team mit Xenia Prinzessin von Sachsen gewann Haase 2020 die erste Staffel von CoupleChallenge – Das stärkste Team gewinnt. Einen erneuten Sieg konnte das Duo 2022 in dem Dating-Format Swipe, Match, Love? - Realitystars im Datingfieber erzielen. Zusammen wirkten sie 2022 und 2023 auch als Produkttesterinnen in sieben Promi-Spezial-Ausgaben des VOX-Formates Hot oder Schrott – Die Allestester mit.
2020 eröffnete sie einen Account auf der Erotik-Plattform OnlyFans, von der sie sich 2023 wieder distanzierte. 2021 nahm Haase an der zweiten Staffel der Realityshow Ex on the Beach teil und hatte einen Gastauftritt im MTV-Format Reality Shore. 2022 war Haase in der Real-Life-Doku THE REAL LIFE – #nofilter auf RTL+ zu sehen und veröffentlichte mit den anderen Teilnehmern die Charity-Single Frohe Weihnacht, deren Einnahmen an die „RTL Stiftung – Wir helfen Kindern“ gingen. Anschließend wirkte sie ein Jahr lang in der Reality-Daily-Soap B:REAL - Echte Promis, echtes Leben mit, die im Nachmittagsprogramm von RTL Zwei ausgestrahlt wird. 2023 reisten sie und Djamila Rowe als Ersatzkandidatinnen für das Dschungelcamp nach Australien. Rowe kam zum Einsatz und gewann die Show.
Zusammen mit der Germany’s Next Topmodel-Finalistin Noëlla Mbomba nahm Haase 2024 an der zweiten Staffel von Forsthaus Rampensau Germany teil, bei der das Team den sechsten Platz belegte. Bei der Eröffnung der RTL+ Reality Awards im Dezember 2024 stellte sie zusammen mit Kader Loth und Estefania Wollny die gemeinsame Single Reality vor. 2025 war Haase als Kandidatin der dritten Staffel Promis unter Palmen und der zweiten Staffel von The 50 zu sehen. Vor Ausstrahlung ließ sie sich für die Ausgabe März 2025 des Playboy fotografieren.

## Diskografie
EPs
- 2024: Baby Making Music

Singles
- 2016: Maske auf – Blokkmonsta feat. Melody
- 2022: Frohe Weihnacht – The Real Life (feat. Alessia Herren, Calvin Kleinen, Chris Broy, Cosimo Citiolo, Diogo Sangre, Melody Haase, Nathalie Gaus & Vanessa Mariposa)
- 2023: Nie wieder
- 2023: No New Friends
- 2024: Reality (mit Kader Loth, Estefania)

Gastbeiträge
- 2024: Favorite Melody (mit Money Boy; auf seinem Album Der Pimp im purple Pelzmantel)

## Fernsehauftritte
- 2014: Deutschland sucht den Superstar (RTL)
- 2015: Rendezvous im Paradies (Puls 4)
- 2017: Adam sucht Eva – Promis im Paradies (RTL)
- 2020: CoupleChallenge – Das stärkste Team gewinnt (RTL+)
- 2021: Ex on the Beach (RTL+)
- 2021: Reality Shore (MTV)
- 2022–2023: Hot oder Schrott – Die Allestester Promi-Spezial (VOX)
- 2022: THE REAL LIFE – #nofilter (RTL+)
- 2022: Swipe, Match, Love? – Realitystars im Datingfieber (RTL+)
- 2023–2024: B:REAL - Echte Promis, echtes Leben (RTL II)
- 2024: Reality Backpackers (Joyn)
- 2024: Forsthaus Rampensau Germany (Joyn)
- 2025: Promis unter Palmen – Für Geld mache ich alles! (Sat.1)
- 2025: The 50 (Prime Video)